# 伊维耶 (白俄罗斯)
伊維耶是白俄羅斯的城鎮，位於格羅德諾以東158公里，距離首都明斯克136公里，由格羅德諾州負責管轄，始建於十五世紀，海拔高度140米，2009年人口8,174。

## 外部連結
- In memory of the Jewish community of Iwye （页面存档备份，存于）
- Photos on Radzima.org （页面存档备份，存于）
- Website of local television "Ивье ТВ"  （页面存档备份，存于）

53°55′51″N 25°46′13″E / 53.93071°N 25.77026°E